# Temporada 1884-1885 del Liceu
La temporada 1884-1885 no va tenir cap estrena, però en canvi va significar una acumulació de divos sense precedents: Erminia Borghi-Mamo, Fanny Torresella, Marcela Sembrich, Medea Mei, dos tenors mítics com Julián Gayarre i el rus Nicolai Figner i tres barítons imponents com Giuseppe Kaschmann, Francesco Pandolfini i Victor Maurel. L'acumulació de figures, però, va provocar una severitat insòlita per part del públic, la intransigència del qual motivà més d'una deserció.
La primavera del 1885 Isaac Albéniz donava un concert al Liceu i es presentà la soprano Félia Litvinne.
| Temporada 1884-1885 del Liceu |                         |                                                  |                   | |           |                                                           |
| Òpera                         | Compositor              | Director musical                                 | Director d'escena | Papers principals | Producció | Dates                                                     |
| Amleto                        | Ambroise Thomas         |                                                  |                   | Cecilia Ritter, Medea Mei, Giuseppe Oxilia, Giuseppe Kaschmann, Anton Vidal, Lodovico Viviani |           | 21 de novembre                                            |
| Africana                      | Giacomo Meyerbeer       |                                                  |                   | Erminia Borghi-Mamo/Adele Aimery, Fanny Torresella/Annunziata Pradesi, Julián Gayarre/Davide Casartelli, Giuseppe Kaschmann/Jaime Bachs, Anton Vidal/Viviani Lodovico, Viviani Lodovico/Martin Verdaguer                                            |           | novembre                                                  |
| Faust                         | Charles Gounod          |                                                  |                   | Fanny Torresella/Paolina Rossini, Emma Almery/Elvira Ercoli, Nicolai Figner/Julián Gayarre, Eugeni Laban, Anton Vidal/Lodovico Viviani |           | novembre                                                  |
| La favorita                   | Gaetano Donizetti       | Marino Mancinelli/Joaquim Maria Vehils           |                   | Medea Mei, Julián Gayarre (novembre; desembre; 1, 18, 21, 25 gener), Giuseppe Oxilia (6, 9 gener; 8, 23 febrer), Eugeni Laban, Pau Meroles (novembre; desembre; 1, 6, 9 gener), Antoine Vidal (18, 21, 25 gener; febrer), Josep Massip, Sra. Ciagar |           | 5, 19, 22 desembre 1878 / 11, 18 gener / 24, 25, 29 abril |
| Lucrezia Borgia               | Vincenzo Bellini        |                                                  |                   | Erminia Borghi-Mamo, Medea Mei, Julián Gayarre, Pau Meroles |           | novembre                                                  |
| Poliuto                       | Gaetano Donizetti       | Domènec Sánchez                                  |                   | Eugeni Laban, Edmond Vergnet, Erminia Borghi-Mamo, Martí Verdaguer, Josep Massip |           | 8, 11, 18 de gener                                        |
| Linda di Chamonix             | Gaetano Donizetti       |                                                  |                   | Fanny Torresella, Elvira Ercoli, Nicolai Figner, Eugeni Laban, Aristide Fiorini |           | gener                                                     |
| Lucia di Lammermoor           | Gaetano Donizetti       |                                                  |                   | Marcella Sembrich/Fanny Torresella, Julián Gayarre/Nicolai Figner/Pierre-Émile Engel, Francesco Pandolfini/Eugeni Laban, Lodovico Viviani, Giuseppe Oxilia, Josep Massip, Pilar Riquero                                                             |           | gener                                                     |
| Mefistofele                   | Arrigo Boito            |                                                  |                   | Erminia Borghi-Mamo, Julián Gayarre, Anton Vidal |           | gener                                                     |
| I puritani                    | Vincenzo Bellini        | Marino Mancinelli                                |                   | Sr. Malats, Antoine Vidal, Julián Gayarre, Mariano Padilla, Josep Massip, Elvira Ercoli, Emma Albani-Gye |           | 12 i 15 gener                                             |
| Mignon                        | Ambroise Thomas         |                                                  |                   | Olimpia Guercia, Fanny Torresella, Pierre-Émile Engel, Anton Vidal, Aristide Fiorini |           | febrer                                                    |
| Amleto                        | Ambroise Thomas         |                                                  |                   | Fanny Torresella, Zaira Cortini/Maria Mantilla, Elisa Vasquez, Victor Maurel, Anton Vidal, Giuseppe Oxilia, Serratti/Martí Verdaguer |           | 5 d'abril                                                 |
| La favorita                   | Gaetano Donizetti       | Domènec Sánchez (abril)/Marino Mancinelli (maig) |                   | Giovanna Bardella (abril), Giuseppina Pasqua (maig), Sr. Catà (abril), Andrés Antón (maig), Ramon Blanchart, Icilio Sbordoni (abril), Antoine Vidal (maig), Josep Massip, Sra. Ciagar                                                               |           | 19, 26 abril / 14 maig                                    |
| Don Giovanni                  | Wolfgang Amadeus Mozart | Marino Mancinelli                                |                   | Victor Maurel, Martí Verdaguer, Bertha Pierson (dia 22), Felia Litvinoff (la resta), Angelo Brasi, Annunziata Pradesi, Antoine Vidal, Aristide Fiorini, Fanny Torresella                                                                            |           | 22 d'abril al 3 de maig                                   |
| Rigoletto                     | Giuseppe Verdi          | Marino Mancinelli                                |                   | Enrico Puerari (abril) / Angelo Masini (juny), Victor Maurel, Fanny Torresella, Antoine Vidal, Icilio Sbordoni, Maria Galliani-Russo (9 abril) / Louise Lablache (16 abril; juny) Martin Verdaguer                                                  |           | 9, 16 abril i 3 juny                                      |
| I puritani                    | Vincenzo Bellini        | Joan Goula                                       |                   | Martí Verdaguer, Antoine Vidal, Francesco Marconi, Ezio Ciampi-Cellaj, Josep Massip, Adela Gassull, Marianna Lodi |           | 8 de maig                                                 |
| Il trovatore                  | Giuseppe Verdi          | Marino Mancinelli                                |                   | Enrico Rubirato, María Mantilla, Giuseppina Pasqua, Andrés Antón, Icilio Sbordoni, Carmen Almazán, Josep Massip, Michele Durini |           | 10 maig                                                   |
| Ballo in Maschera             | Giuseppe Verdi          | Marino Mancinelli                                |                   | Giuseppe Frapolli, Victor Maurel, Félia Litvinne, Louise Lablache, Fanny Torresella, Giuseppe Dorini, Martí Verdaguer, Josep Saprissa |           | 13 de maig                                                |
| I Capuleti e i Montecchi      | Vincenzo Bellini        |                                                  |                   | Fanny Torresella, Giuseppina Pasqua, Giuseppe Oxilia, Martin Verdaguer |           | maig                                                      |
| Elisir d'Amore                | Gaetano Donizetti       |                                                  |                   | Elena Theodorini, Angelo Masini, Ramon Blanchart, Antonio Baldelli |           | maig                                                      |
| Mignon                        | Ambroise Thomas         |                                                  |                   | Louise Lablache, Fanny Torresella, Angelo Brasi, Anton Vidal, Aristide Fiorini |           | maig                                                      |
| Lo desengany Alonso Garcia    | Emanuele Girò           |                                                  |                   | Maria Mantilla, Fanny Torresella, Angelo Brasi, Giuseppe Oxilia, Enrico Rubirato, Icilio Sbordoni, Martin Verdaguer |           | 12 de juny                                                |